# Las heridas del viento
Las heridas del viento és una pel·lícula espanyola en blanc i negre del 2017 escrita i dirigida per Juan Carlos Rubio en base a l'obra de teatre del propi director, i protagonitzat pels mateixos actors en la que es mostren els clarobscurs de la condició humana. Fou rodada entre Madrid, San Lorenzo de El Escorial i el Puerto de Santa María, produïda per Bernabé Rico per a TalyCual amb el suport de la Comunitat de Madrid i la col·laboració de Canal Sur – RTVA. Es va presentar en la 14a edició del Festival de Cinema Europeu de Sevilla i en la 43a edició del Festival de Cinema Iberoamericà de Huelva.

## Sinopsi
El pare de David, un home fred i gris, ha mort i ara ha d'arreglar els papers de l'herència. Per sorpresa seva, entre els béns del seu pare troba unes cartes d'amor d'un altre home. Potser el seu pare tenia un aventura secreta? El jove decideix esbrinar la veritat i visitar a aquest amant desconegut.

## Repartiment
- Daniel Muriel - David
- Kiti Mánver - Juan

## Nominacions i premis
XXVII Premis de la Unión de Actores
| Categoria                  | Persona     | Resultat |
| -------------------------- | ----------- | -------- |
| Millor actriu protagonista | Kiti Mánver | Nominat  |

LesGaiCineMad
| Categoria                          | Persona     | Resultat   |
| ---------------------------------- | ----------- | ---------- |
| Premi del Jurat a la millor actriu | Kiti Mánver | Guanyadora |